# Deutsche Meisterschaften im Bahnradsport 2021

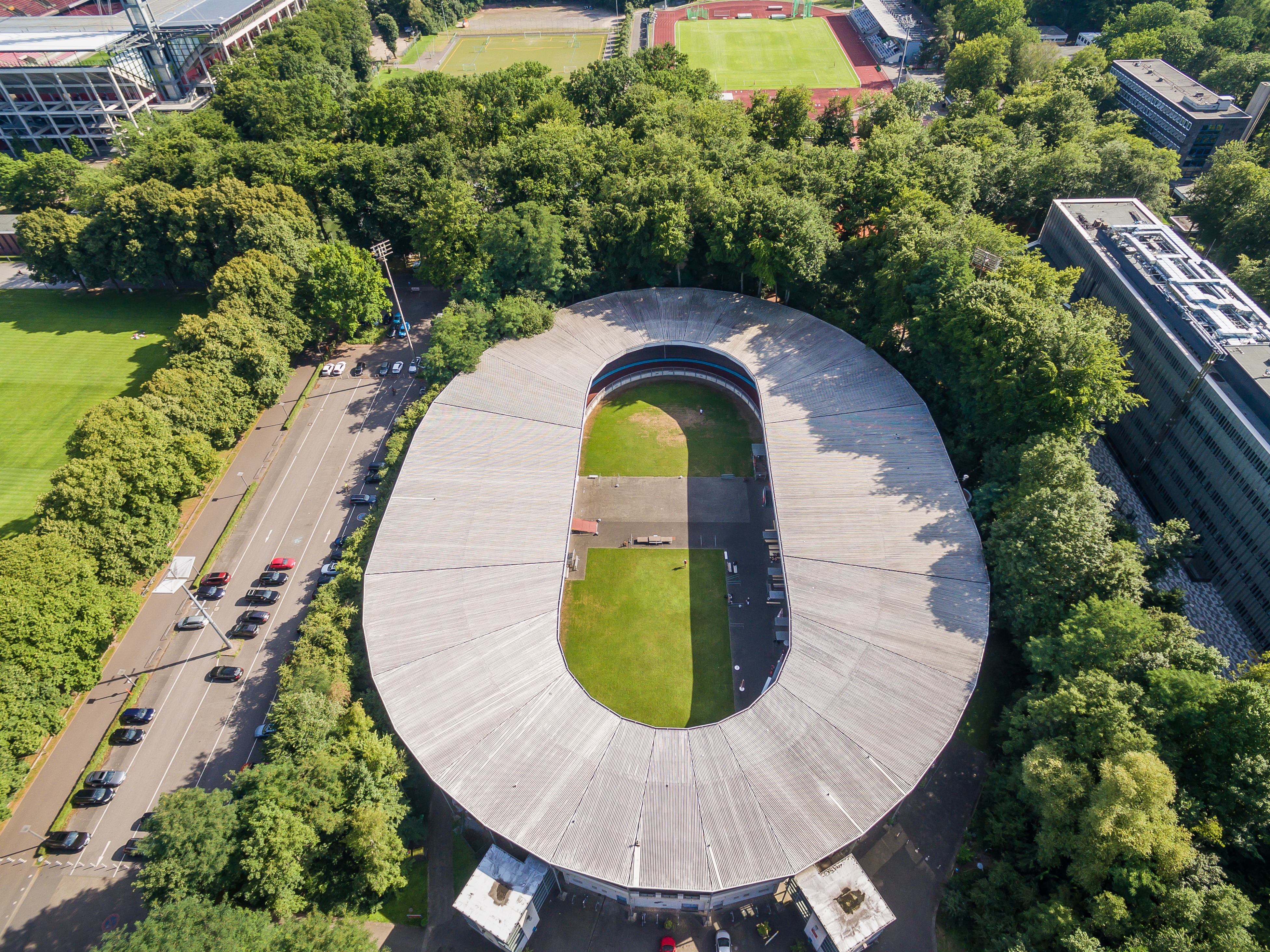
Radstadion Köln (2017)

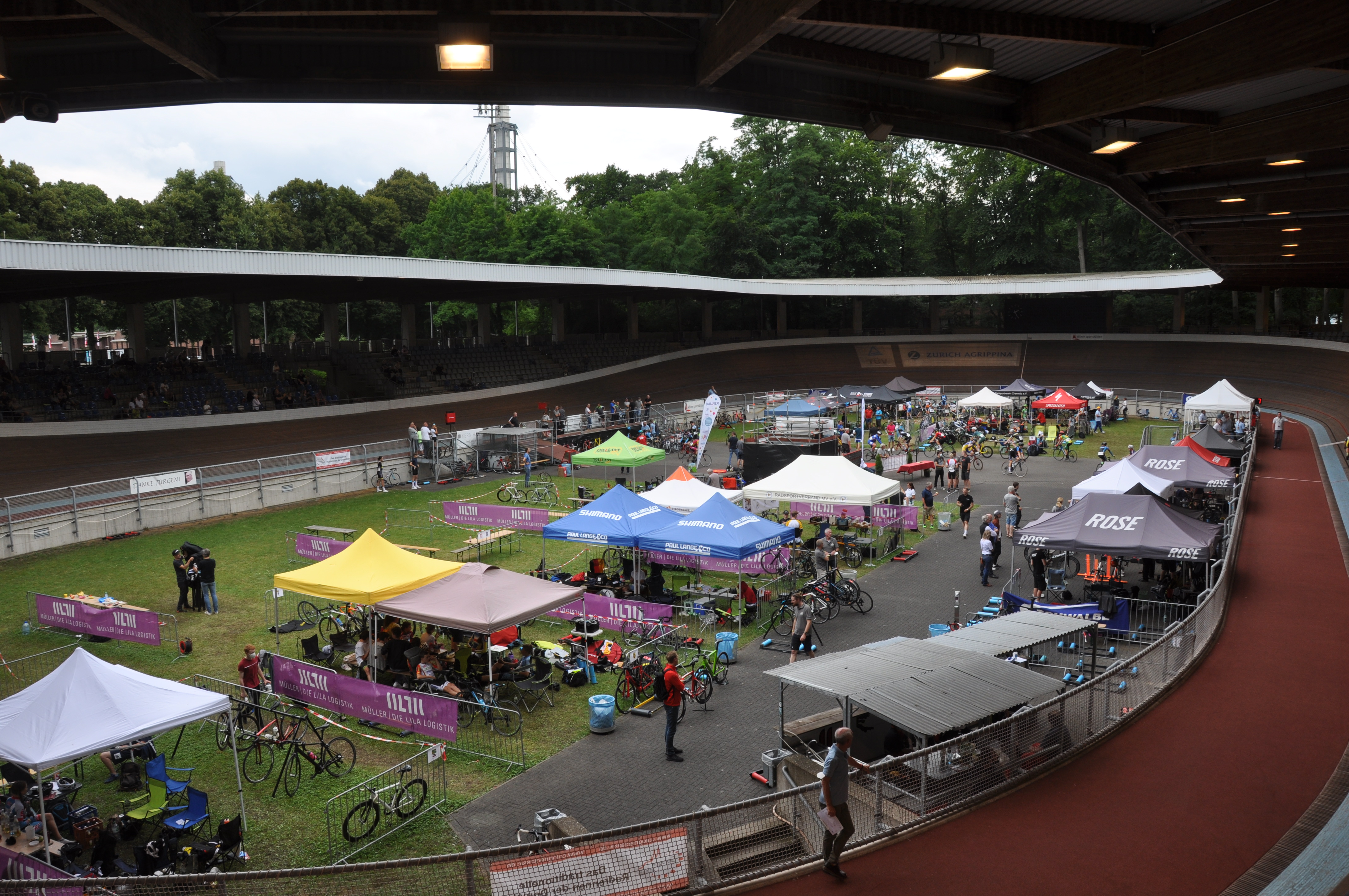
Blick in den Innenraum während der Meisterschaften

Die 134. Deutschen Meisterschaften im Bahnradsport waren vom 16. bis 19. Dezember 2021 in Frankfurt (Oder) geplant. Mitte November 2021 wurden die Meisterschaften aufgrund steigender Infektionszahlen im Zusammenhang mit der COVID-19-Pandemie abgesagt.
Ursprünglich waren die Titelkämpfe vom 24. bis 28. August 2021 auf der Albert-Richter-Bahn im Radstadion Köln geplant. Damit sollten zum zweiten Mal nach 1996 Titelkämpfe im Kölner Radstadion stattfinden. Es sollten gleichzeitig die letzten Meisterschaften vor dem Umbau des Stadions sein, das danach eine komplette Überdachung und neue Funktionsräume erhalten wird und als Bundesstützpunkt genutzt werden soll. Am Start sollten Sportlerinnen und Sportler der Klassen Elite-, U19 und U17 sein. Diese Meisterschaften sollten schon 2020 in Köln ausgetragen werden, wurden aber wegen der COVID-19-Pandemie auf das folgende Jahr verschoben.
Schließlich wurden die Meisterschaften der Elite aufgrund von Terminüberschneidungen für 2021 in Köln abgesagt, und nur noch die Meisterschaften für die Nachwuchsklassen U15/U17 und U19 fanden vom 7. bis 11. Juli dort statt. Ausrichter der Junioren-Meisterschaften waren der Landesverband NRW des Bundes Deutscher Radfahrer (BDR) mit Unterstützung der Stadt Köln und dem Land Nordrhein-Westfalen im Rahmen der Initiative „Sportland NRW“.

## Resultate

### Junioren und Juniorinnen

#### Sprint
| Junioren |                  |              |
| #        | Name             | Verein/Team  |
|          | Max-David Briese | PSV Rostock  |
|          | Paul Groß        | RSC Cottbus  |
|          | Henric Hackmann  | RV Rodenbach |

| Juniorinnen |                   |                    |
| #           | Name              | Verein/Team        |
|             | Clara Schneider   | RSV Finsterwald    |
|             | Lara-Sophie Jäger | RSC Turbine Erfurt |
|             | Stella Müller     | SSV Gera 1990      |

#### Keirin
| Junioren |                  |              |
| #        | Name             | Verein/Team  |
|          | Paul Groß        | RSC Cottbus  |
|          | Luca Spiegel     | RV Offenbach |
|          | Torben Osterheld | RV Offenbach |

| Juniorinnen |                   |                          |
| #           | Name              | Verein/Team              |
|             | Clara Schneider   | RSV Finsterwalde         |
|             | Lara-Sophie Jäger | RSC Turbine Erfurt       |
|             | Isabel Kämpfert   | RV Stuttgardia Stuttgart |

#### Teamsprint
| Junioren |                                                  |                             |          |
| #        | Name                                             | Verein/Team                 | Zeit (s) |
|          | Henric Hackmann Torben Osterheld Luca Spiegel    | LV Rheinland-Pfalz          | 46,468 G |
|          | Janek Herrchen Danny-Luca Werner Paul Groß       | LV Brandenburg              | 47,628 G |
|          | Jean Luka Rennhack Max-David Briese Kenneth Meng | LV Mecklenburg-Vorpommern I | 48,081 B |

| Juniorinnen |                                              |                      |          |
| #           | Name                                         | Verein/Team          | Zeit (s) |
|             | Lara-Sophie Jäger Stella Müller Tanita Knorr | LV Thüringen         | 52,385 G |
|             | Jette Simon Hannah Kunz Anne Slosharek       | LV Rheinland-Pfalz I | 54,815 G |
|             | Selma Lantzsch Clara Schneider Bente Lürmann | LV Brandenburg       | 54,868 B |

#### Zeitfahren
| Junioren (1000 Meter) |                  |              |            |
| #                     | Name             | Verein/Team  | Zeit (min) |
|                       | Max-David Briese | PSV Rostock  | 1:04,806   |
|                       | Henric Hackmann  | RV Rodenbach | 1:04,820   |
|                       | Paul Groß        | RSC Cottbus  | 1:05,035   |

| Juniorinnen (500 Meter) |                   |                    |          |
| #                       | Name              | Verein/Team        | Zeit (s) |
|                         | Clara Schneider   | RSV Finsterwalde   | 35,770   |
|                         | Lara-Sophie Jäger | RSC Turbine Erfurt | 36,479   |
|                         | Stella Müller     | SSV Gera 1990      | 37,370   |

#### Einerverfolgung
| Junioren (3000 m) |                 |                               |            |
| #                 | Name            | Verein/Team                   | Zeit (min) |
|                   | Jasper Schröder | Blau-Gelb v. 1927 Langenhagen | 3:16,442 G |
|                   | Benjamin Boos   | RSC Turbine Erfurt            | 3:18,358 G |
|                   | Malte Maschke   | Frankfurter RC ’90            | 3:22,397 B |

| Juniorinnen (2000 m) |                |                         |            |
| #                    | Name           | Verein/Team             | Zeit (min) |
|                      | Franzi Ahrendt | RSC Turbine Erfurt      | 2:26,100 G |
|                      | Lana Eberle    | RSV Edelweiß Oberhausen | 2:28,468 G |
|                      | Justyna Czapla | RV Elxleben             | 2:28,011 B |

#### Mannschaftsverfolgung
| Junioren (4000 m) |                                                                                  |                        |            |
| #                 | Name                                                                             | Verein/Team            | Zeit (min) |
|                   | Magnus Findeisen Vincent Hilbert Oliver Spitzer Maximilian Wester                | LV Sachsen             | 4:12,819 G |
|                   | Ben Felix Jochum Tobias Müller Jonathan Rottmann Torge Ruben Schmidt Nico Smekal | LV Nordrhein-Westfalen | 4:18,225 G |
|                   | Benjamin Boos Philipp Gebhardt Kevin Genzmer Johannes Reißmann                   | LV Thüringen           | 4:14,360 B |

| Juniorinnen (4000 m) |                                                              |                         |            |
| #                    | Name                                                         | Verein/Team             | Zeit (min) |
|                      | Franzi Ahrendt Tasia Ballhaus Lara Röhricht Miriam Zeise     | LV Thüringen            | 4:44,461 G |
|                      | Justyna Czapla Carolina Fuchs Katharina Paggel Marla Sigmund | RG Bayern / Hamburg     | 4:45,381 G |
|                      | Lana Eberle Jette Simon Elena Jährig Fabienne Jährig         | RG Baden / Berlin / RLP |            |

#### Punktefahren
| Junioren (80 Runden = 20 km) |                 |                    |        |
| #                            | Name            | Verein/Team        | Punkte |
|                              | Tobias Müller   | RSV rad-net        | 20     |
|                              | Vincent Hilbert | Chemnitzer PSV     | 15     |
|                              | Malte Maschke   | Frankfurter RC ’90 | 15     |

| Juniorinnen (60 Runden = 15 km) |                 |                          |        |
| #                               | Name            | Verein/Team              | Punkte |
|                                 | Marla Sigmund   | RG Hamburg               | 17     |
|                                 | Franzi Ahrendt  | RSC Turbine Erfurt       | 14     |
|                                 | Fabienne Jährig | BRC Zugvogel Berlin 1901 | 13     |

#### Zweier-Mannschaftsfahren (Madison)
| Junioren |                                      |                                                  |        |
| #        | Name                                 | Verein/Team                                      | Punkte |
|          | Malte Maschke Nicolas Zippan         | Frankfurter RC ’90 RSV Königswusterhausen/Wildau | 46     |
|          | Tobias Müller Jonathan Rottmann      | RSV rad-net RC Victoria Neheim                   | 21     |
|          | Ben Felix Jochum Torge Ruben Schmidt | RC Musketier Wuppertal RSC Rheinbach             | 20     |

| Juniorinnen |                                |                                              |        |
| #           | Name                           | Verein/Team                                  | Punkte |
|             | Marla Sigmund Selma Lantzsch   | RG Hamburg RSV Einheit Lübben                | 32     |
|             | Lana Eberle Jette Simon        | RSV Edelweiß Oberhausen 1. FC Kaiserslautern | 26     |
|             | Fabienne Jährig Franzi Ahrendt | BRC Zugvogel Berlin 1901 RSC Turbine Erfurt  | 24     |

## Galerie

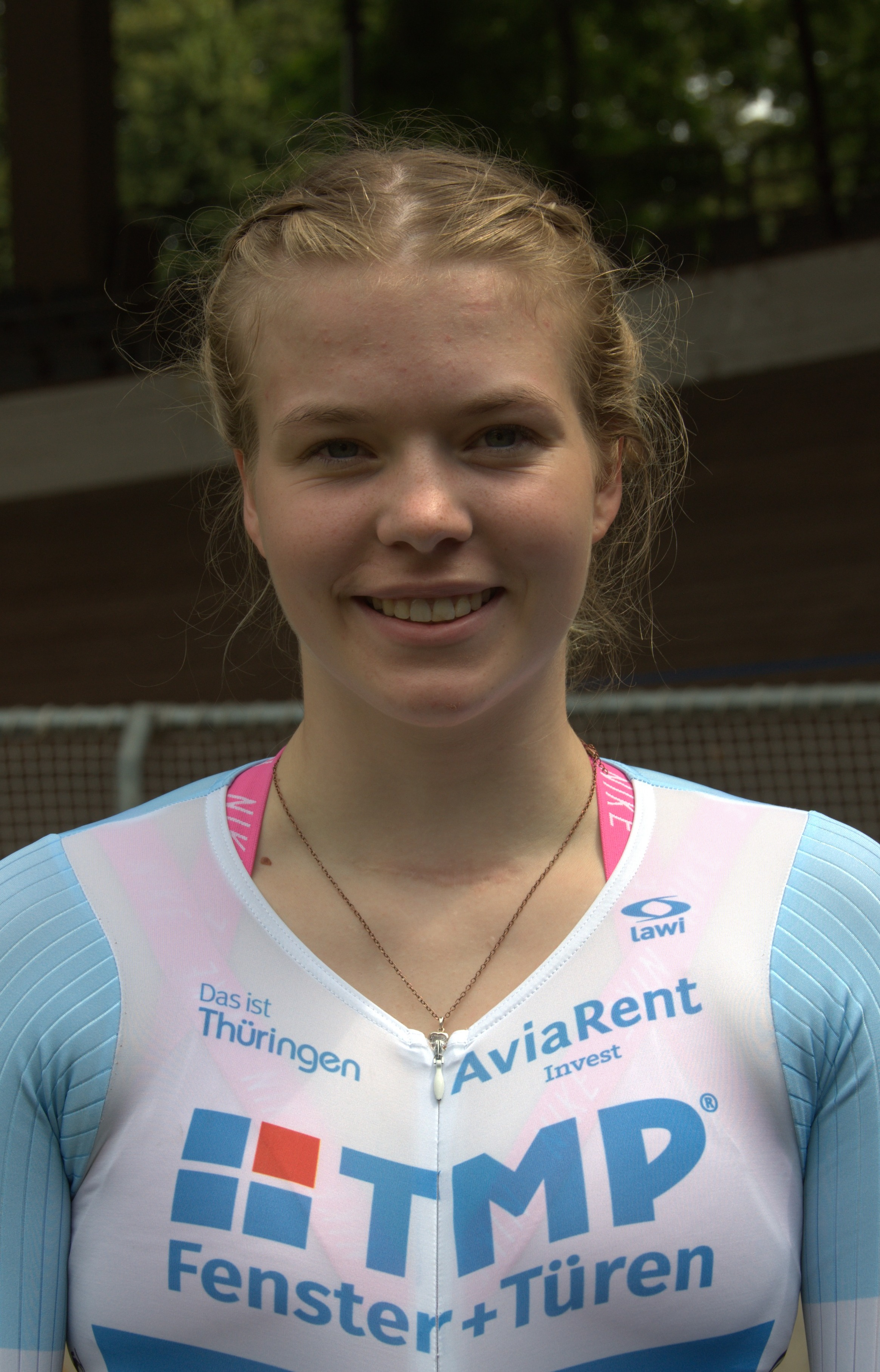
Lara-Sophie Jäger
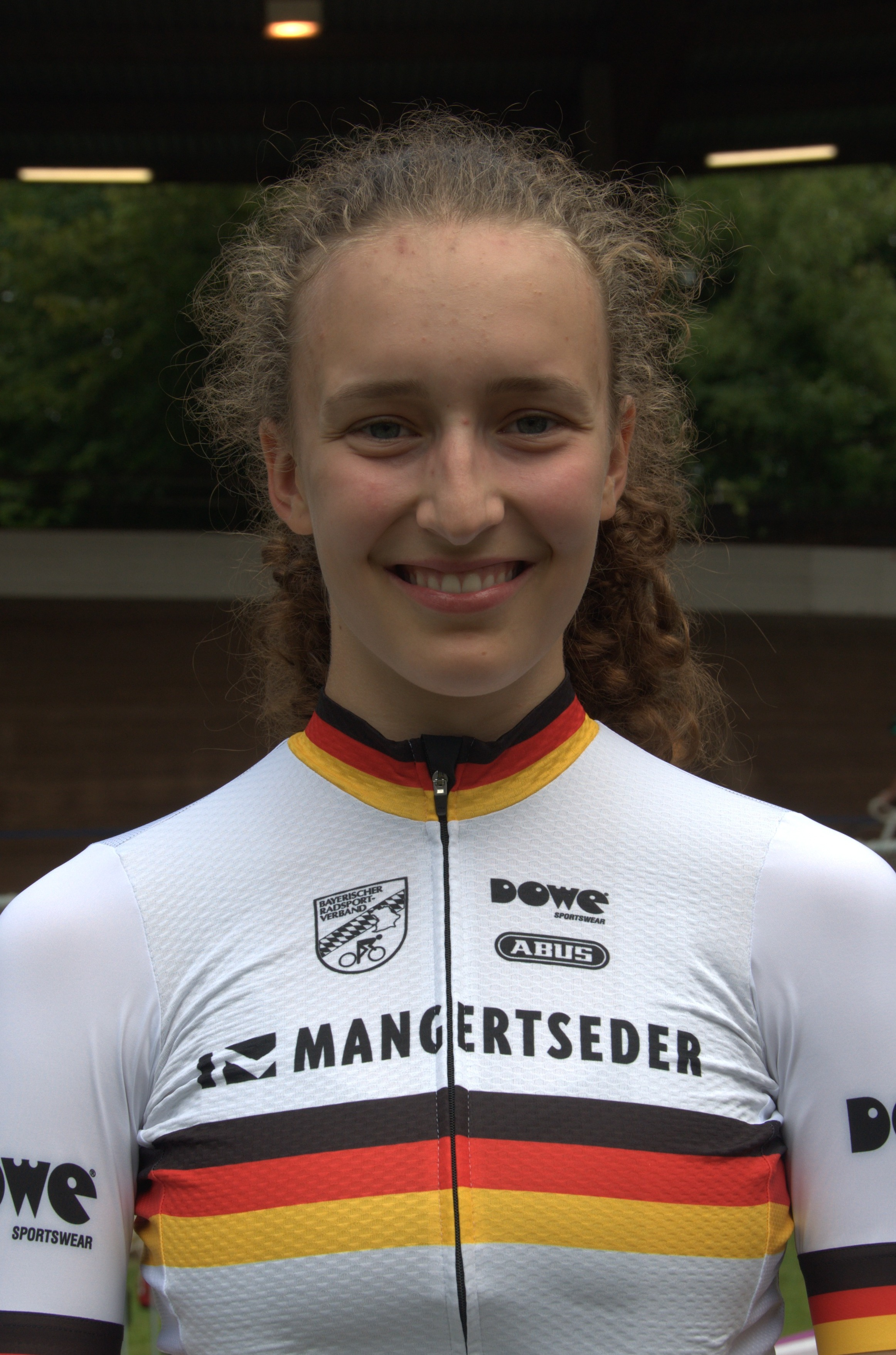
Marla Sigmund
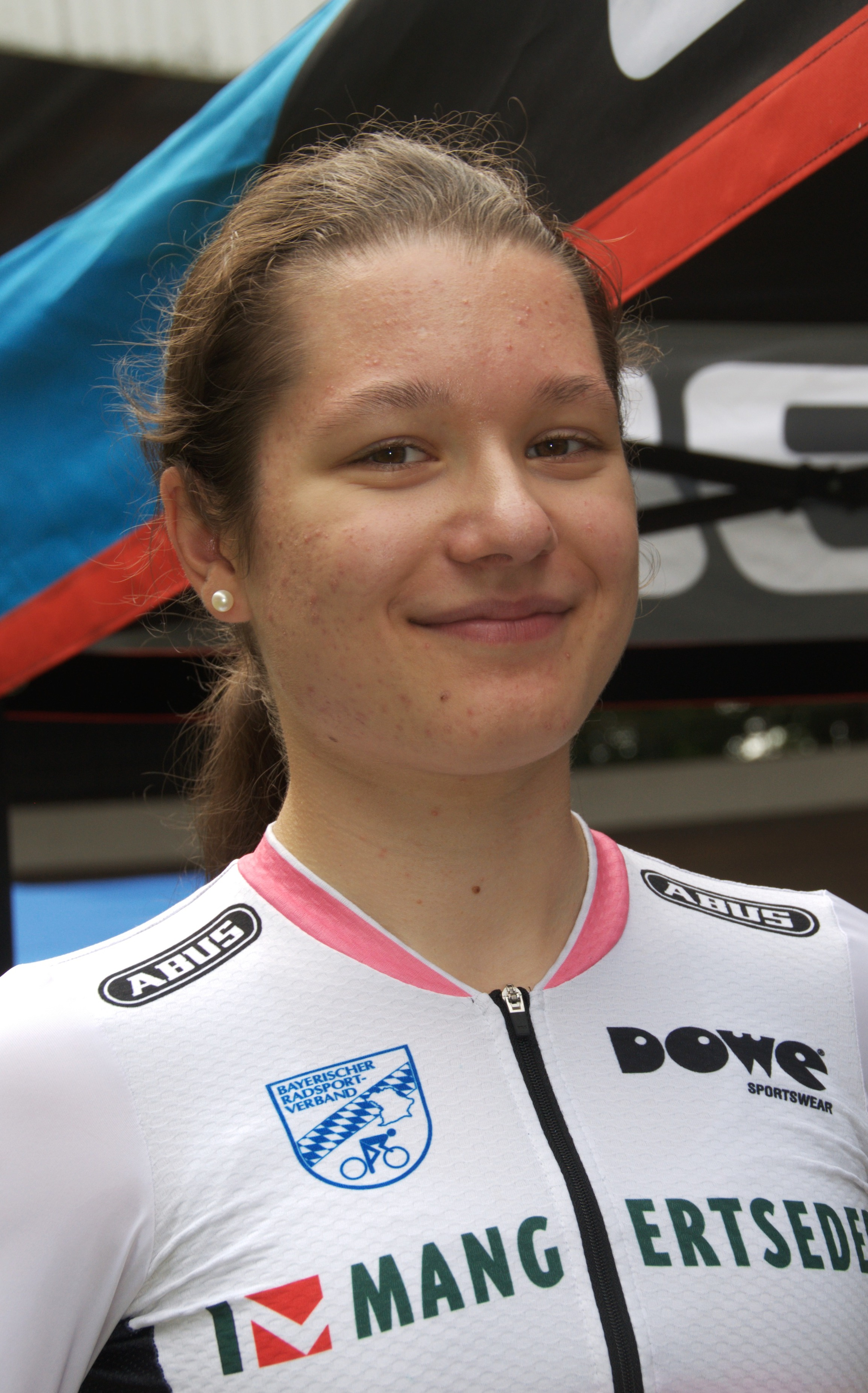
Justyna Czapla
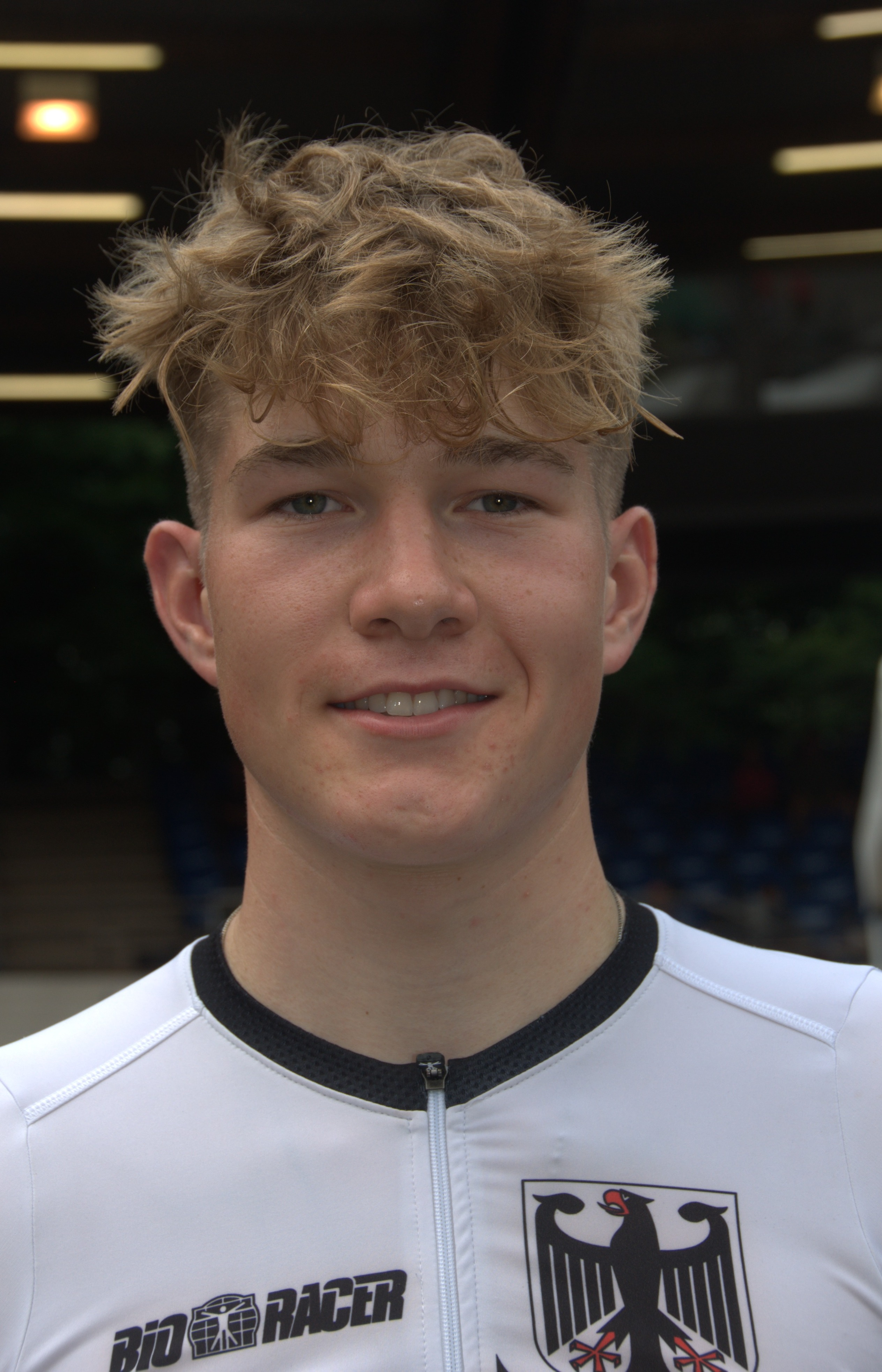
Malte Maschke
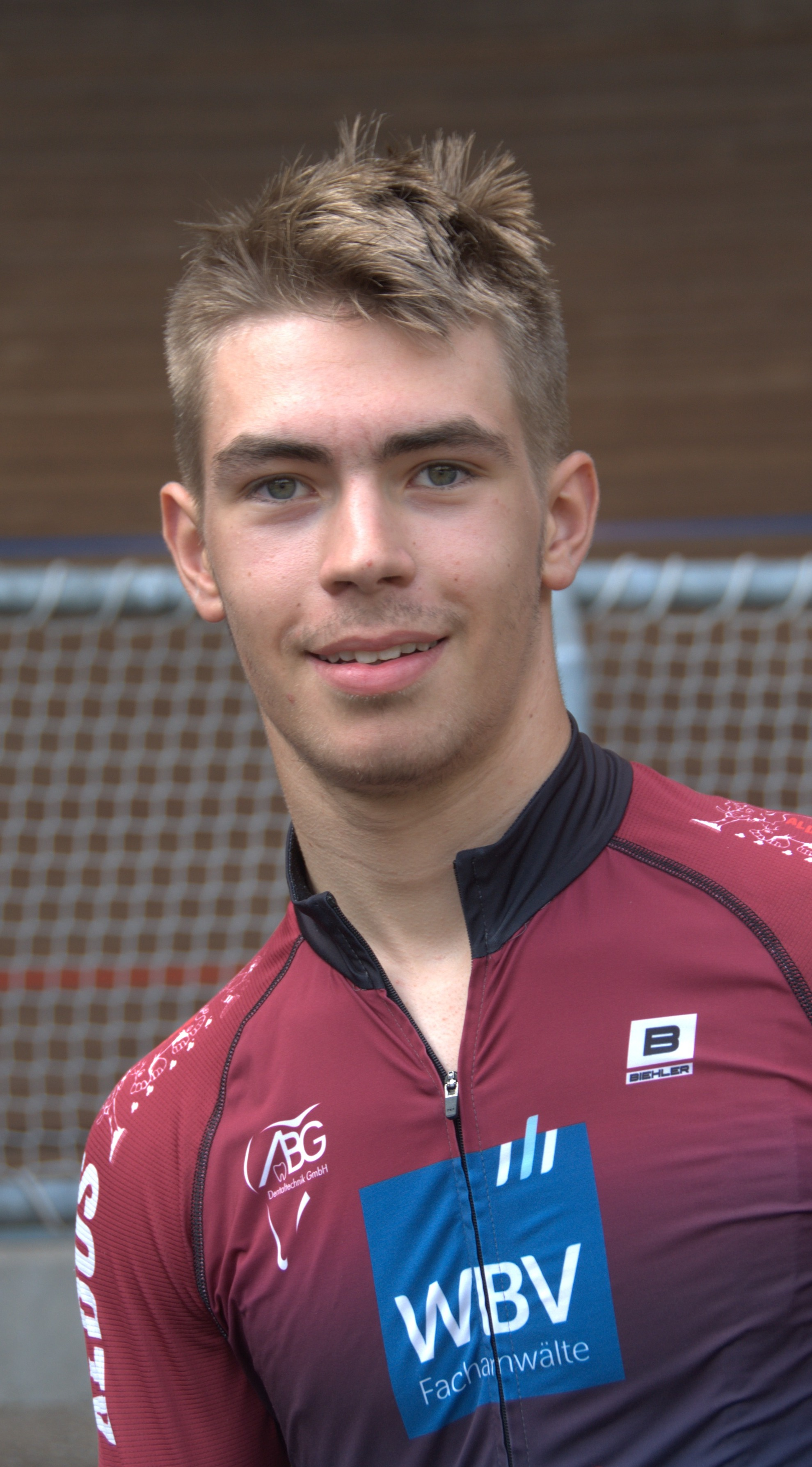
Johannes Reißmann
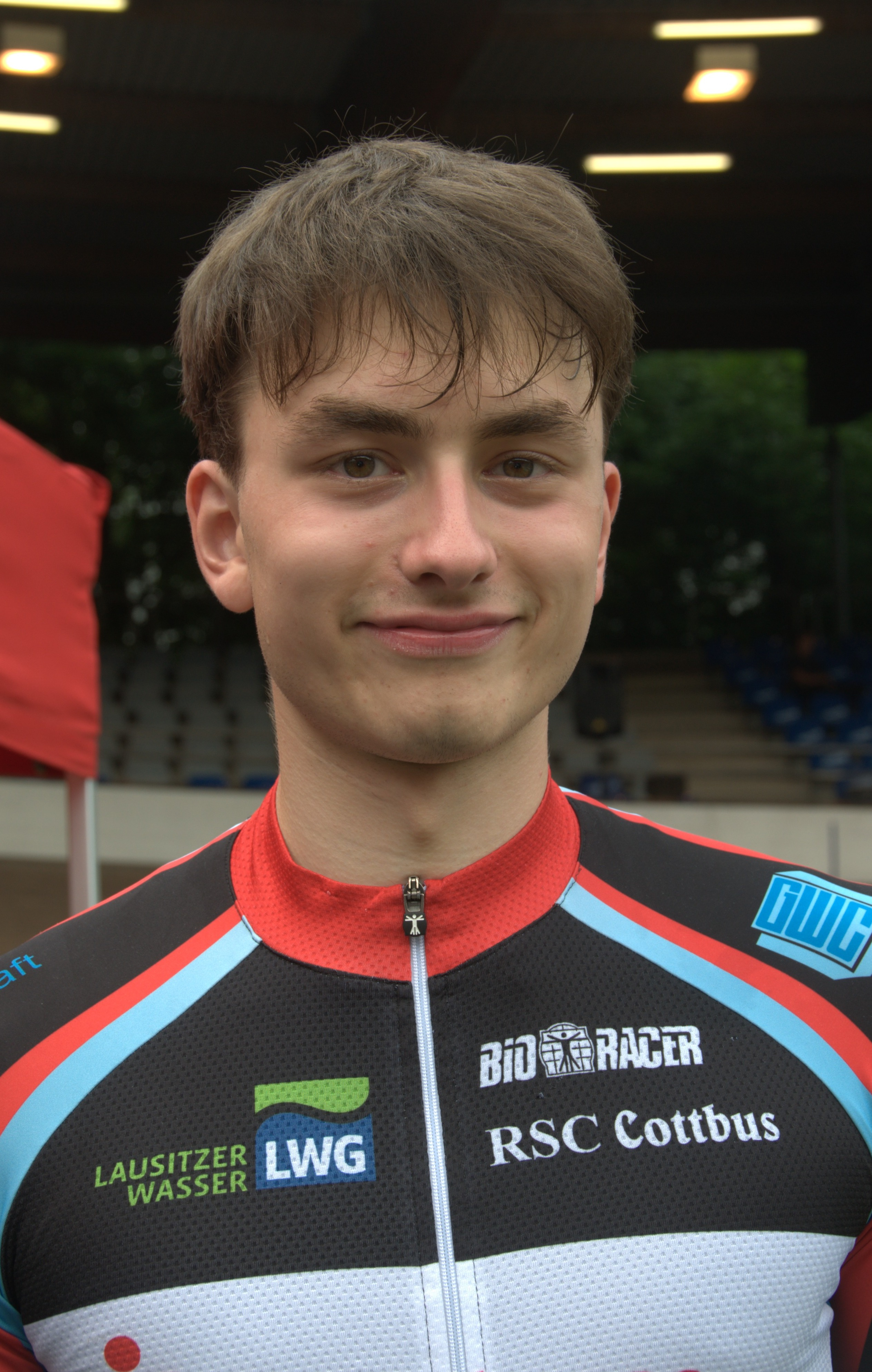
Paul Groß
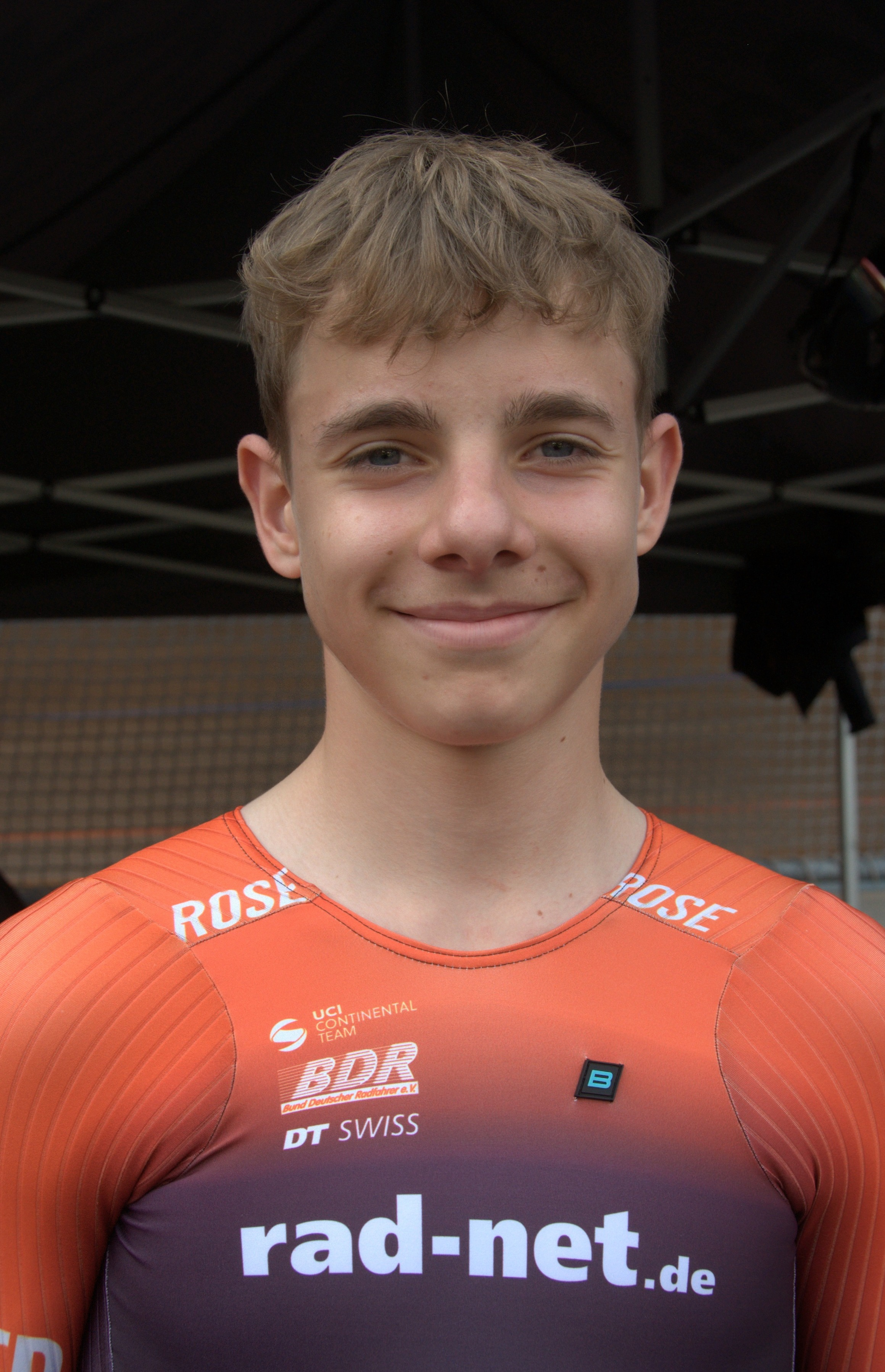
Tobias Müller